# هاید پارک کرنر

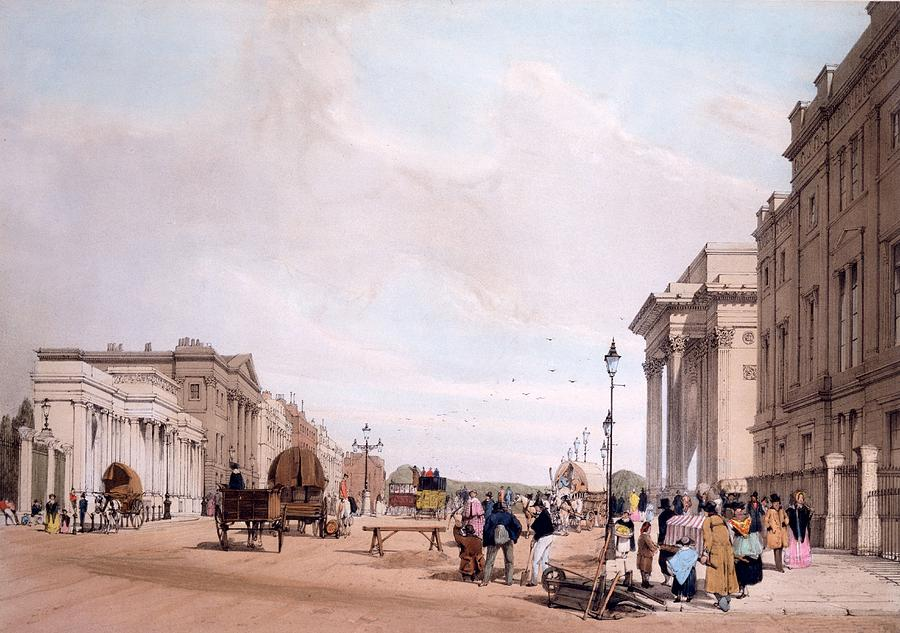
هاید پارک کرنر در سال ۱۸۴۲, چشم انداز شرقی رو به سوی خیابان پیکدیلی، ورودی به هاید پارک، در سمت چپ ساختمان تیره تر اپسلی هاوس است.

هاید پارک کرنر (به انگلیسی: Hyde Park Corner) منطقه‌ای در لندن است که در جنوب شرقی هاید پارک در نزدیکی تقاطع چند خیابان اصلی واقع شده است. شش خیابان در این تقاطع همدیگر را قطع می‌کنند: از شمال خیابان پارک لین، از شمال شرقی خیابان پیکدیلی، از جنوب شرقی خیابان کانستیتیوشن هیل، از جنوب خیابان گراسوینر پلیس، از جنوب شرقی خیابان گراسوینر کرسنت و از غرب خیابان نایتسبریج.
ایستگاه متروی هاید پارک کرنر که در این تقاطع قرار دارد محل عبور خط متروی پیکدیلی است. در این تقاطع چندین بنای تاریخی مهم واقع است.
درست در شمال تقاطع اپسلی هاوس، خانهٔ نخستین دوک ولینگتن واقع شده است وچندین بنای یادبود این دوک در زمان زندگیش در نزدیکی این تقاطع بنا گردید.

## نگارخانه

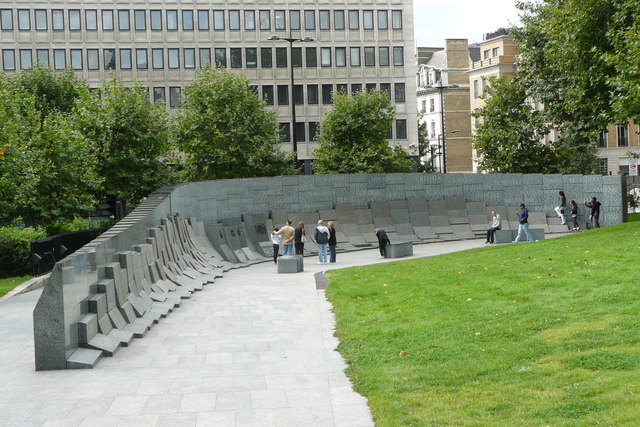
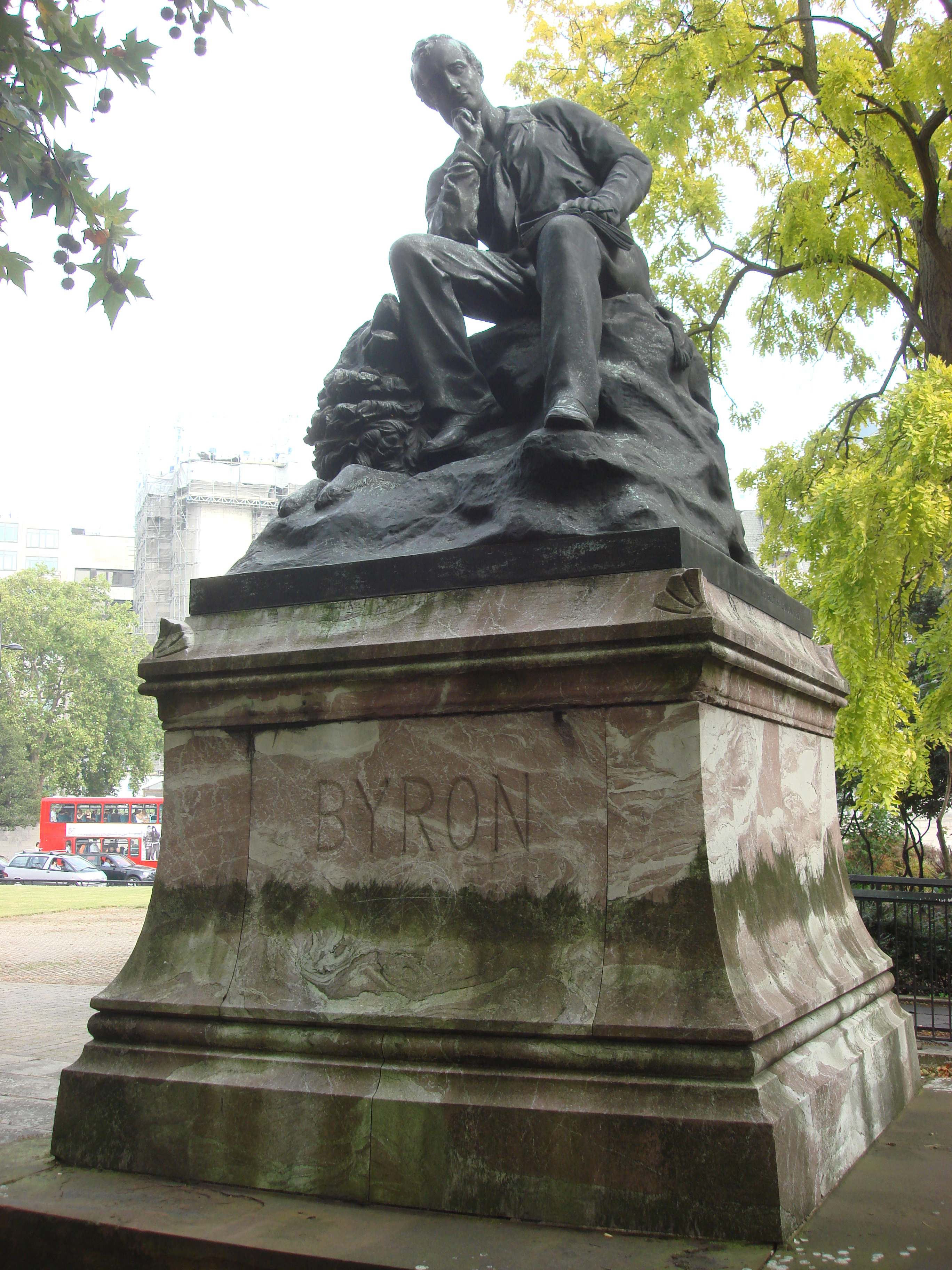
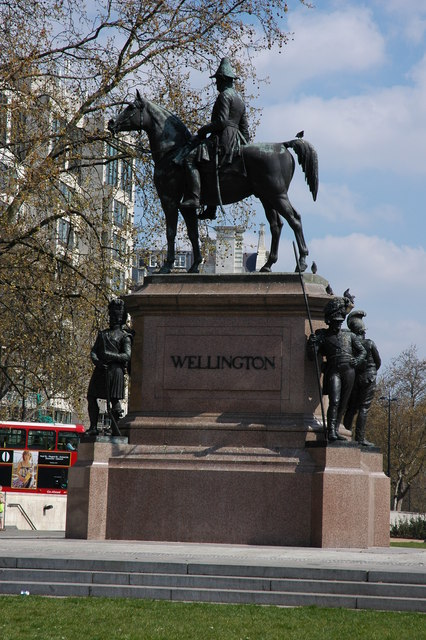
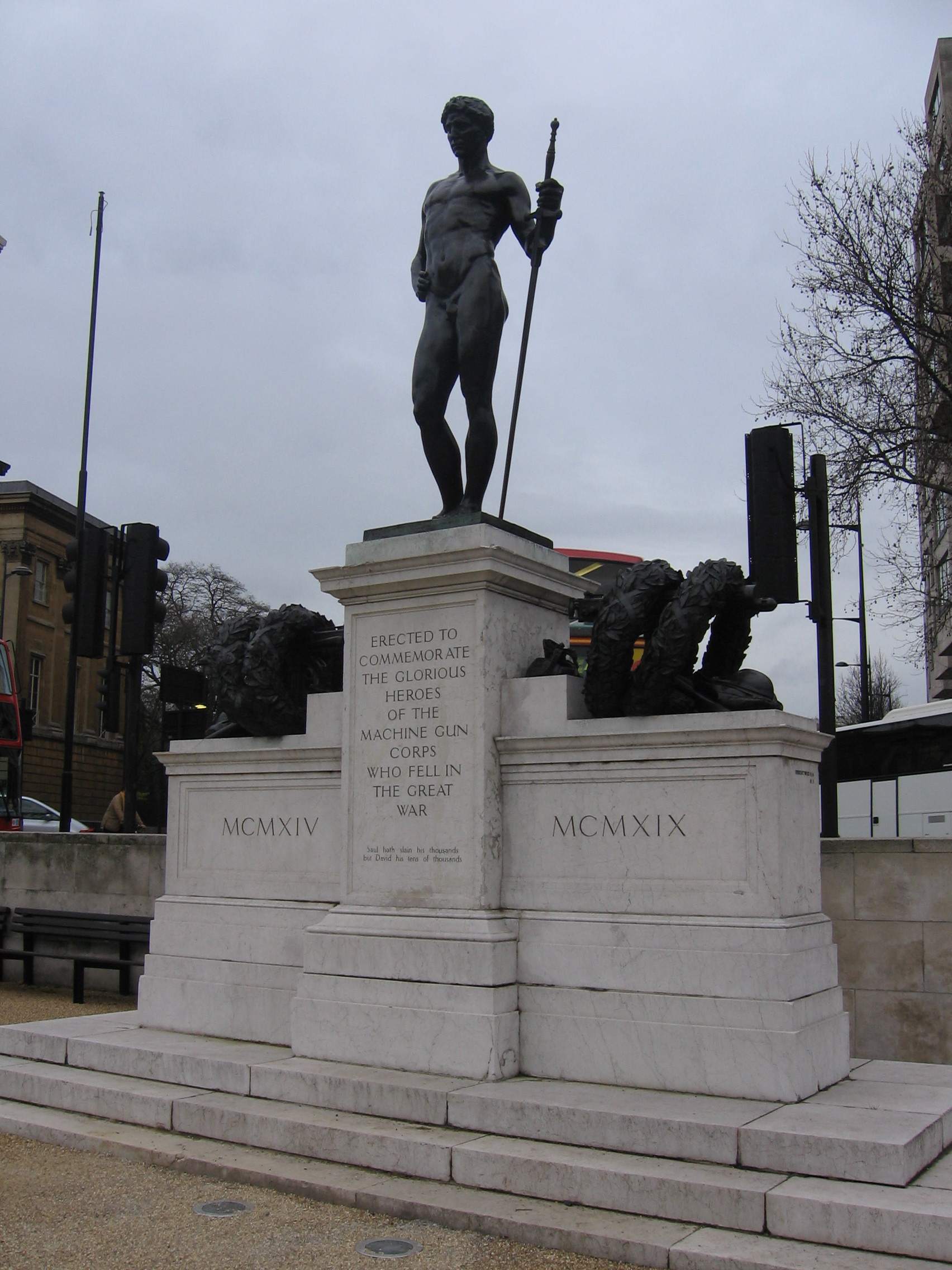
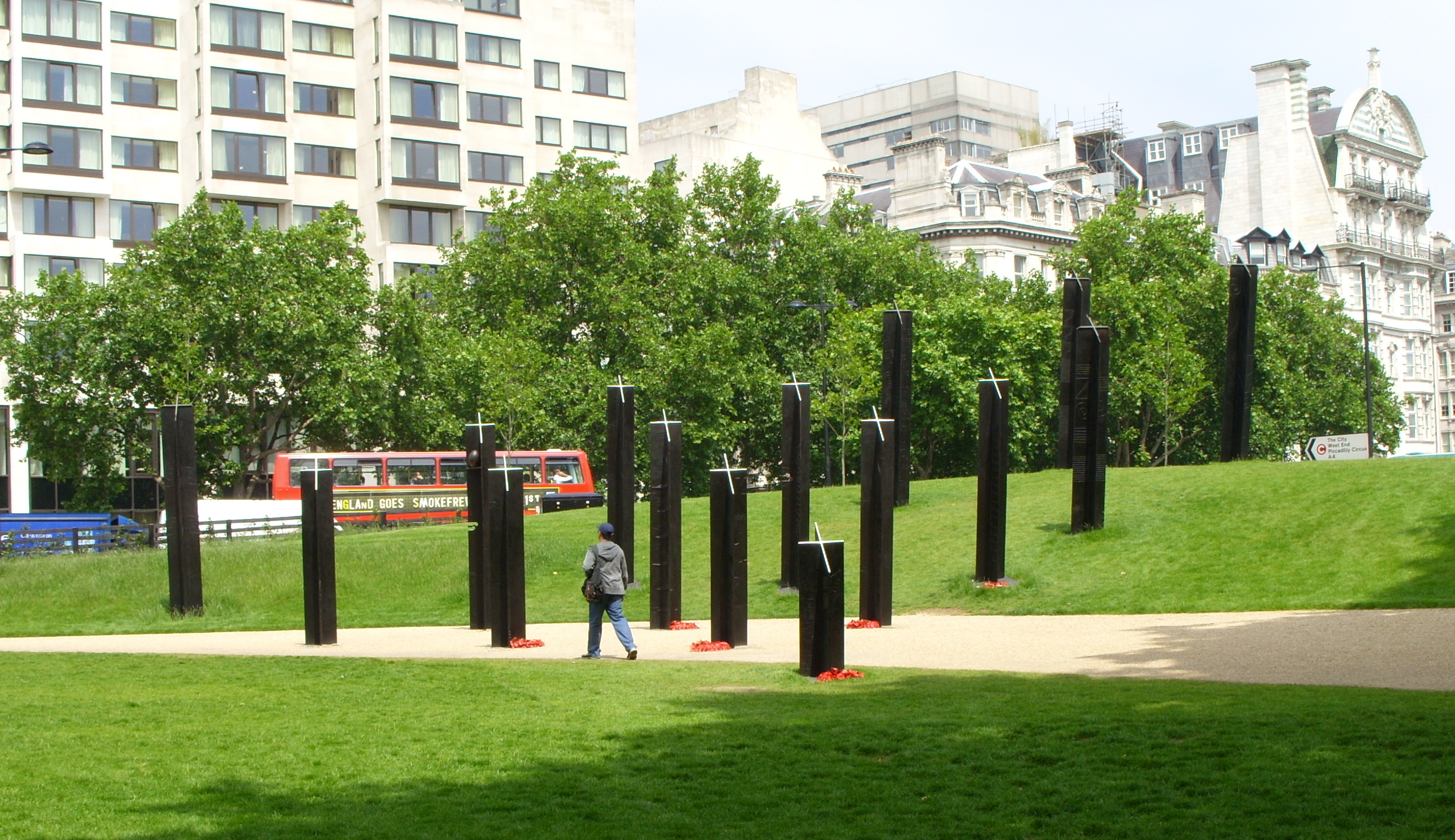
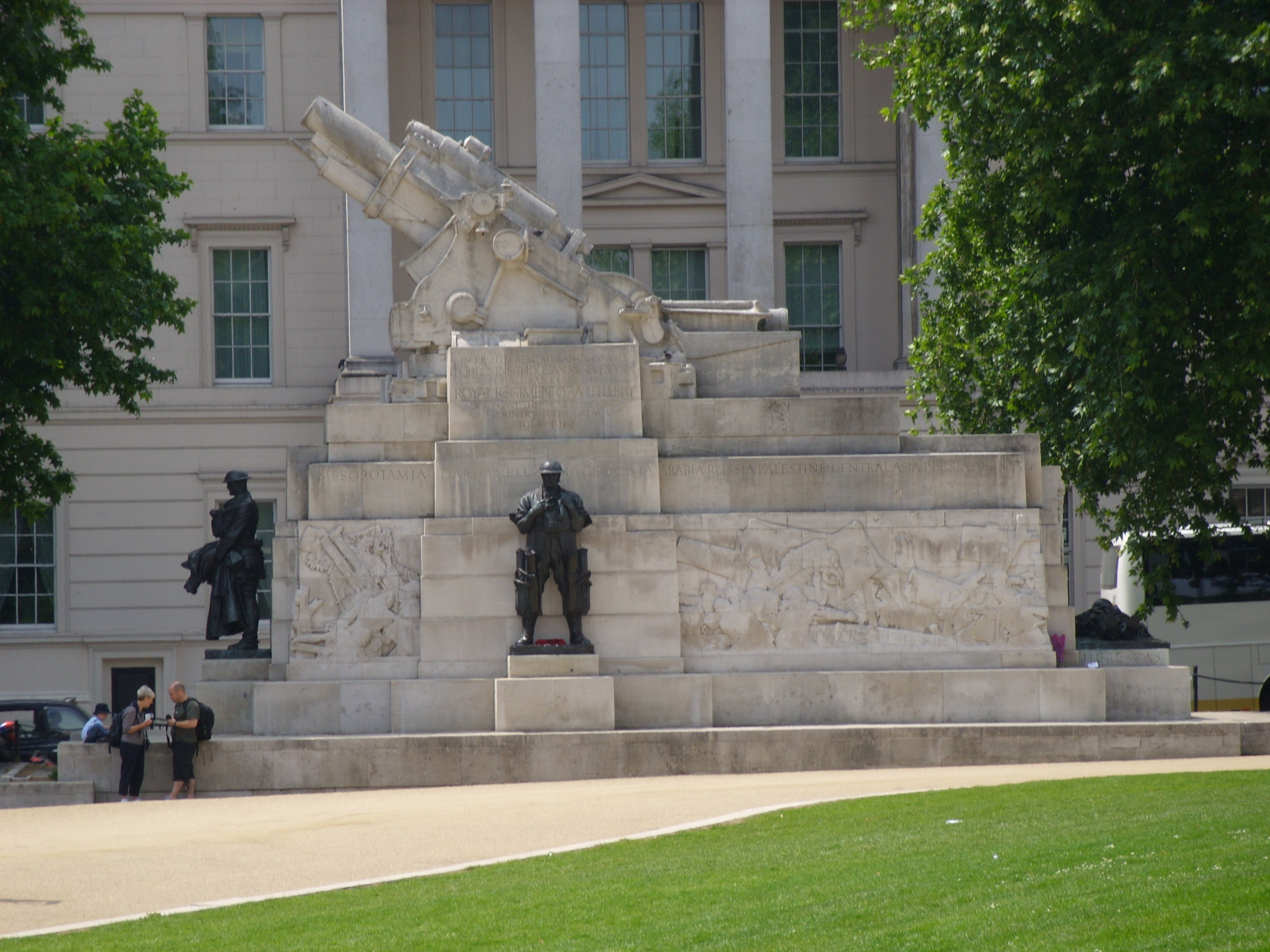